# Bovedilla
Una bovedilla, según el DRA es una "Bóveda pequeña que se forja entre viga y viga del techo de una habitación, con piezas cerámicas, hormigón, escayola u otro material".

## Tipos
- Tipos tradicionales

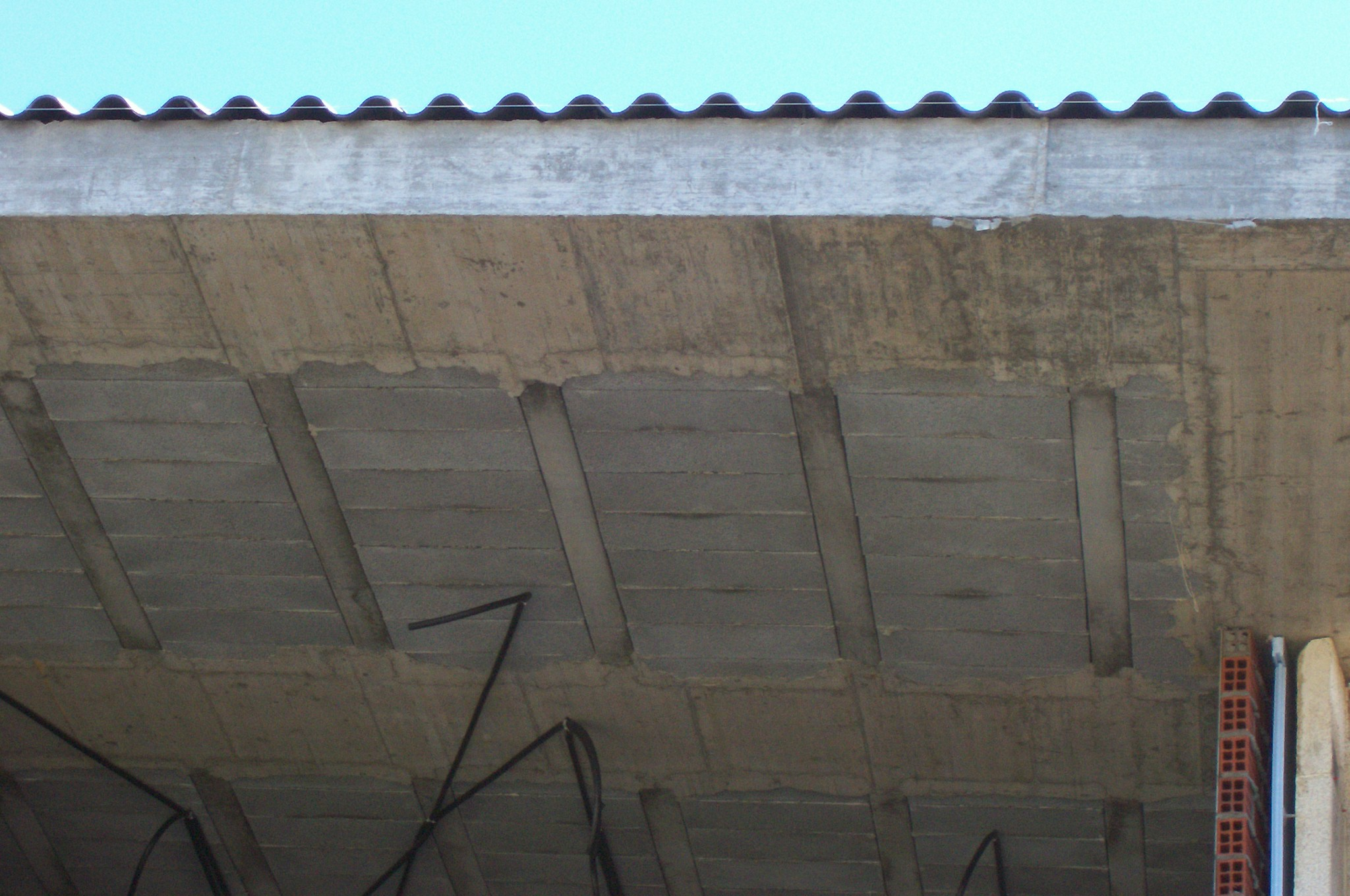
Lámina con viguetas y bovedillas.

- - Bovedilla de yeso. La luz entre las viguetas se rellenaba de yeso (formando una bóveda pequeña) y el hueco superior se rellenaba de material de desecho (escoria de carbón, escombro de pequeño tamaño,...) para asentar el solado sobre una superficie razonablemente plana. Actualmente se fabrican de escayola, preformadas, para imitar los forjados tradicionales. Deben reforzarse después con una capa sobrepuesta de yeso o escayola, antes de hacer el relleno para lograr la superficie plana del solado.
  - Bovedilla de rasilla. Se empleaba en luces entre viguetas de un tamaño superior al caso anterior, para tener un encofrado perdido. Las rasillas se recibían en obra con yeso, a buen ojo, sin uso de cimbra. Una vez formada, se reforzaba con una capa de yeso o de mortero de cemento sobre ella, y después se procedía como en el caso anterior. La superficie inferior puede dejarse directamente vista (debe hacerse muy bien ordenada) o enlucirse con yeso imitando la anterior.
    - En ambos casos, la curva de la bovedilla quedaba vista en el cielorraso.

  - Una tercera versión de la segunda forma de construcción llevaba otro tablero de rasilla por la parte inferior para formar un cielorraso plano, que luego se enluce (aunque esto no es propiamente una bovedilla.)

- Tipos modernos
  - Actualmente, las bovedillas se prefabrican de diversos materiales (alfarería, hormigón, ...) de forma que su parte superior tiene la forma de la bovedilla o, a veces, es plana. La inferior es plana, con dos acanaladuras en los bordes para apoyar en las viguetas, de modo que el cielorraso queda plano y solo es necesario darle un enlucido de yeso. En este caso, el relleno superior se hace con´mortero de cemento, a menudo armado con una malla de alambre electrosoldado.